# Походи Русів на Каспійське море

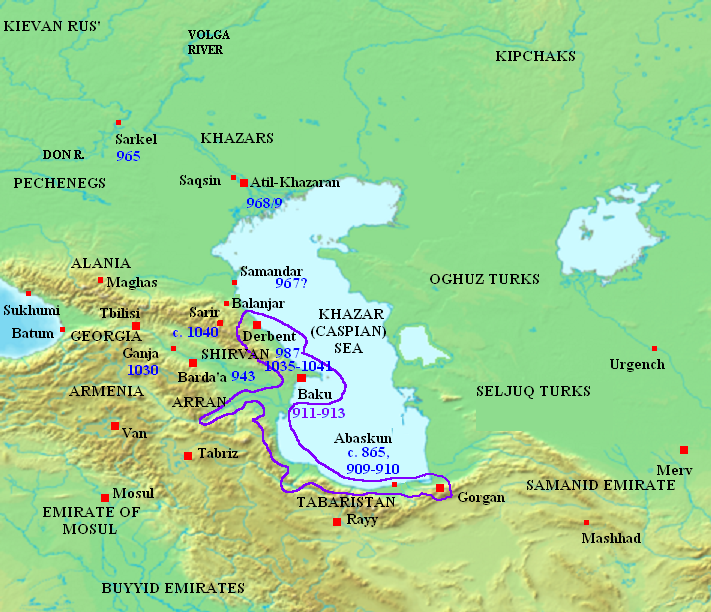
Приблизно вказано місцевості, куди відбувалися походи

Походи Русів на Каспійське море — серія військових походів руських дружин на мусульманські держави в басейні Каспійського моря (на території сучасних Дагестану, Азербайджану та Ірану), складова частина норманської експансії епохи середньовіччя. У науці залишається спірним питання, чи пов'язані ці походи з київським угрупованням русів, чи з іншими їхніми центрами, місця розташування яких дослідники визначають у Чернігові, Тмуторокані або на Верхній Волзі. 
До 960-х рр. походи русів на Каспійське море розглядають в контексті протистояння Хозарського каганату з мусульманськими державами на узбережжі Каспійського моря. Адже саме Хозарський каганат контролював річкові шляхи, що вели до Каспійського моря — шлях по Дону контролювала хозарська фортеця Саркел, а по Волзі — столиця каганату Ітиль. Тож, згідно з повідомленнями арабських середньовічних істориків та географів, руси або виступали найманцями хозар, або отримували від них дозвіл на прохід в обмін на частку здобичі (50 %); згадується й тривале перебування найманого війська з русів у столиці каганату.

## Перші повідомлення про русів у регіоні Каспійського моря
Перші повідомлення про русів у регіоні Каспійського моря пов'язані з торгівлею і датуються 840-ми рр.: Ібн Хордадбех повідомляє про шляхи купців-русів до близькосхідних міст Багдада та Рея: по Дону та Волзі вони потрапляли до Каспійського моря, а звідти йшли в Іран. У IX ст. регіон Каспійського моря набув важливого значення в торгівлі арабських країн — у цей час ним проходили торгові шляхи, які пов'язували Іран, Ірак і Середню Азію з Поволжям, Східною та Центральною Європою, свідченням чого є багаточисельні знахідки арабського срібла в основному монет,  в Східній Європі.
Перше повідомлення про військову експедицію русів у Каспійський регіон датується 864—884 роками, коли, згідно з повідомленням іранського історика XIII ст. Ібн Ісфендійара, у роки правління еміра Табаристана Аліда ал-Хасана ібн Зайда, була повністю винищена дружина русів, яка захопила найбільший порт на південному узбережжі Каспійського моря — Абаскун. Дехто із сучасних істориків вважають інформацію про цей похід помилковою, адже мусульманські історики Х ст. датують перші військові виправи русів на Каспій 50-ма роками пізніше. 883 року під Абескуном відбулась морська битва у якій руський флот зазнав поразки.

## Походи 909—914
Значно більший масштаб мала серія походів русів на Каспійське море, що, за повідомленнями різних джерел, датується 909—914 рр. Згідно з повідомленням того ж Ібн Ісфендійара, а також Амулі та Захір ад-Діна, восени 909/910 року руси знов захопили Абаскун, але потім були розбиті. Наступного року вони захопили місто Сарі, проте знову були розбиті на суші, а згодом — і на морі.
912/913 року, як повідомляє ал-Масуді, величезний флот русів із 500 човнів по 100 воїнів у кожному в обмін на обіцянку віддати половину майбутньої здобичі був пропущений хозарами на Каспій. Руси зробили базою своїх набігів острови поблизу міста Баку. Повністю були спустошені Гілян, Дейлем, Табаристан та Абаскун на південному узбережжі моря, потім була розорена територія сучасного Азербайджану. Із величезною здобиччю руси вирушили через Хозарію назад. Та коли вони, дотримавшись домовленості, віддали відповідну частку здобичі хозарам, мусульманська гвардія кагана атакувала русів, нібито для того щоб помститися за своїх єдиновірців. Руси зазнали поразки — врятувалося лише приблизно 5 тис. воїнів, які відступили вгору по Волзі та були пізніше винищені буртасами й болгарами волзькими.

## Похід 943/945
Похід 943/945 описаний у багатьох джерелах різного походження — оповідях Ібн ал-Асіра, Мовсеса Каганкатваці, Бар Гебрея, у Кембриджському документі, — що дає змогу відтворити його більш детально. 
Близько 939 року, відповідно до Кембриджського документа, полководець русів Хелгу (історики сперечаються щодо його ідентифікації) захопив хозарське місто Самкерц (Тмутаракань), але був розбитий хозарським полководцем Песахом. Хозари змусили русів напасти на Візантію, але й там зазнали нищівної поразки, після якої Хелгу вирушив на Персію. Учені вбачають у цій оповіді опис невдалого походу київського князя Ігоря на Візантію у 941 році. 943 р., згідно з повідомленням арабських джерел, руси з'явилися в Закавказзі, де захопили місто Бердаа. Вони намагалися закріпитися в місті, але потім, під тиском війська делеймітів, були змушені відступити, перебивши тих мешканців міста, які не змогли внести за себе викуп.

## Похід 965—969
Існуванню Хозарського каганату було покладено край походом київського князя Святослава Ігоровича у 965—969 рр. У ході 2-х кампаній руси захопили Саркел на Дону, згодом їм вдалося розграбувати Ітиль у гирлі Волги та Семендер поблизу узбережжя Каспійського моря. Розгром каганату відкрив русам шлях до безпосереднього втручання у справи держав Закавказзя та Північного Ірану.

## Кампанії 987 і 1030-х
У 987 році руси на запрошення еміра Маймуна бен Ахмада втрутилися в політичну боротьбу в Дербенті. 1030—31, знову як союзники правителя Дербента, руси розбили військо правителя Ширвана Минучихра і навіть перейшли річку Аракс (притока Кури). Після цього частина русів через Візантію вернулася на батьківщину, а інші наступного 1032 в союзі з аланами виступили вже проти Дербента, але зазнали поразки. Немає сумнівів, що центром активності русів на Закавказзі в XI—XII ст. стало Тмутороканське князівство, яке протягом більш ніж століття контролювалось руськими князями. За деякими джерелами, існували поселення русів і в самому Дагестані — про це йдеться в т. зв. Історії Ірхана.

## Похід 1174
Останній похід русів на Каспійське море датується 1174. Згідно з Хакані — придворним поетом ширваншахів, 73 човни русів піднялися Курою до Лемберана, а союзні їм половці, захопивши Дербент, також рушили в Північний Азербайджан. Лише спільними зусиллями ширваншаха Ахситана I та грузинського царя Георгія III вдалося припинити цей грабіжницький набіг.

## Значення
Походи русів на Каспійське море тривали значно довше походів Русі на Візантію, проте, у порівнянні з ними, мали другорядне значення для становлення Давньоруської держави. Із поступовим занепадом мусульманської торгівлі в регіоні й т. зв. кризою арабського срібла інтереси Київської Русі дедалі більш концентрувалися на взаєминах із Візантійською імперією та країнами Європи, чому сприяла і християнізація Русі. Водночас ці походи сприяли поширенню торгівлі Русі із країнами Сходу, встановленню регулярних економічних, політичних контактів Русі з мусульманським світом.